# Donacobe à miroir
Donacobius atricapilla
Famille
Genre
Espèce
Synonymes
- Donacobius atricapillus

Répartition géographique
Statut de conservation UICN

 LC  : Préoccupation mineure
Le Donacobe à miroir (Donacobius atricapilla) est une espèce de passereaux. C'est la seule espèce du genre Donacobius et de la famille des Donacobiidae.

## Répartition
On le trouve couramment dans un large éventail de zones humides d'Amazonie, comme les bras morts des cours d'eau, les zones ripariennes et d'autres zones à végétation aquatique ou semi-aquatiques dense. Un tiers de l'aire de l'espèce est en dehors du bassin de l'Amazone: du Panama et du nord de la Colombie jusqu'à l'ouest du Venezuela, le bassin fluvial de l'Orénoque au Venezuela, les régions côtières et intérieures du sud-est du Brésil, et des pays voisins plus au sud, le Paraguay et l'extrême nord de l'Argentine.

## Habitat
Il habite les forêts humides tropicales et subtropicales.

## Illustrations

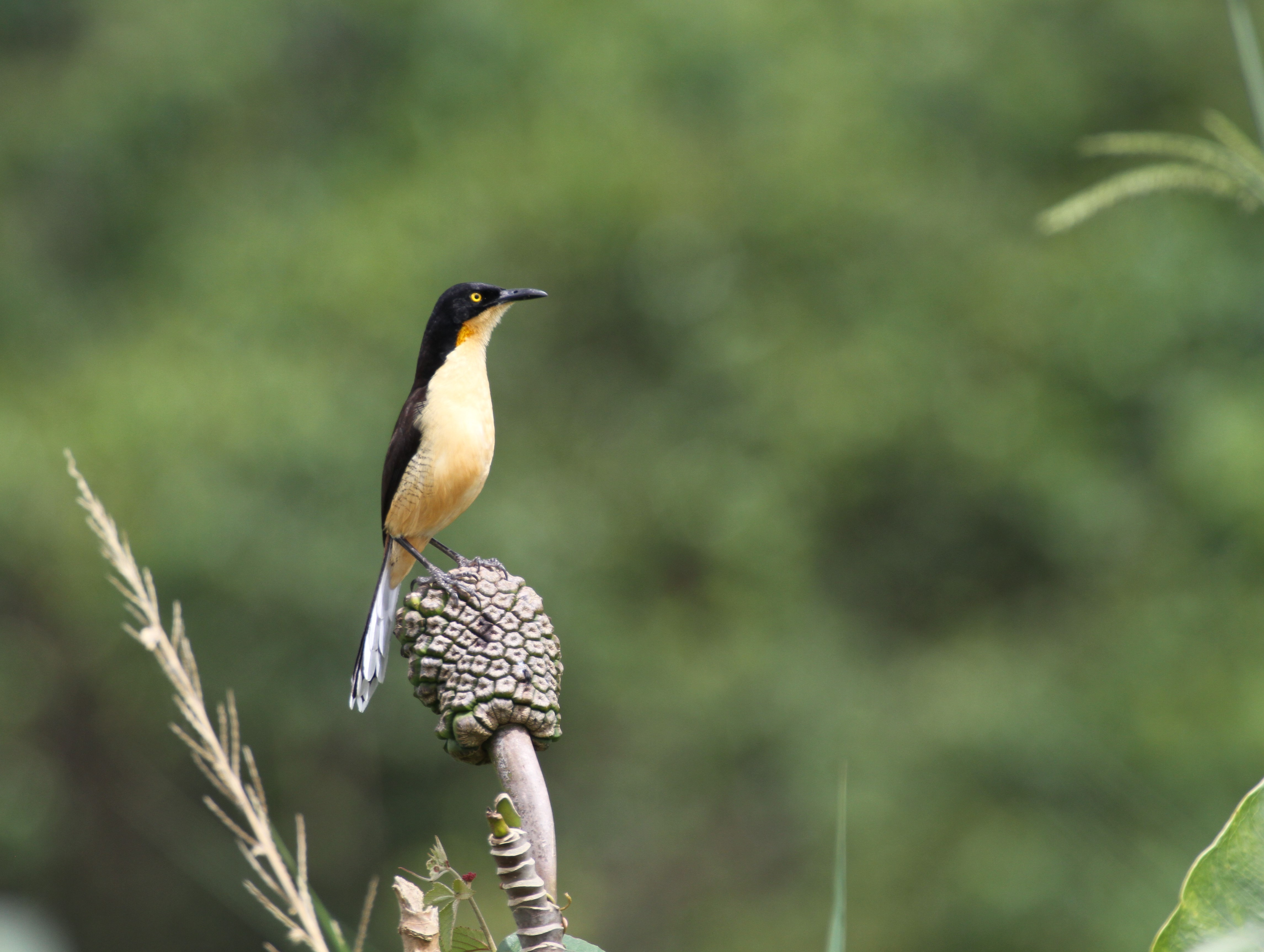
Photo prise dans les marais de Kaw - Guyane

- Photos

## Sous-espèces
Selon Peterson, cet oiseau est représenté par quatre sous-espèces :
- Donacobius atricapilla brachypterus Madarasz, 1913 — région du Darién et nord de la Colombie ;
- Donacobius atricapilla nigrodorsalis Traylor, 1948 — sud de la Colombie, est de l'Équateur et du Pérou ;
- Donacobius atricapilla atricapilla (Linné, 1766 — du Venezuela au plateau des Guyanes à la Selva Misionera ;
- Donacobius atricapilla albovittatus d'Orbigny & Lafresnaye, 1837 — Bolivie.